# بنجامين هانكس
بنجامين هانكس (بالإنجليزية: Benjamin Hanks)‏ هو صانع آلة موسيقية ‏ أمريكي، ولد في 29 أكتوبر 1755 في مانسفيلد في الولايات المتحدة، وتوفي في 15 ديسمبر 1824.